# Йон Кувлунг
Йон Кувлунг (на норвежки: Jon Kuvlung) е избран за крал на Норвегия в периода 1186 – 1188 г. по време на гражданската война в страната. Прякорът му Кувлунг означава „монашеско расо“ (от Kure), тъй като той бил монах в цистецианския манастир на разположения близо до Осло остров Ховедвойа.

## Биография
Йон Кувлунг е незаконороден син на Инге I Крокрюг. Той получава подкрепа във Викен и Вестлане от много норвежки феодали, а също и от някои епископи, и успява да овладее източната и западната част на страната. Три пъти напада Нидарос, но е убит в битка със Свере Сигурдсон през 1188 г. малко преди Коледа в Берген.

## Други източници
- Claus Krag Sverre. Norges største middelalderkonge (Aschehoug. Oslo: 2005)
- Andreas Holmsen Norges historie. Fra de eldste tider til 1660 (Universitetsforlaget, Oslo: 1939)